# Vredenburg
Vredenburg è una cittadina sudafricana situata nella municipalità distrettuale di West Coast nella provincia del Capo Occidentale.

## Geografia fisica
Il piccolo centro sorge nel centro della penisola di Capo Columbine a circa 140 chilometri a nord di Città del Capo.